# Total Drama World Tour
Total Drama World Tour (Oprindeliget Total Drama The Musical TDWT) er tredje sæson af tv-serien Total Drama. Den havde premiere den 10. juni 2010 i Canada.
I sæsonen skal 18 deltagere rejse hele verden rundt og synge. Finalen ventes at foregå på Hawaii, hvor vinderen af Total Drama World Tour skal kåres på en vulkan. Fortsættes i Total Drama Reloaded.Serien blev bestilt af Teletoon og produceret af Fresh TV
27.
Anden Sæson: Total Drama Action
Fjerde Sæson: Total Drama Revenge of the Island

## Karakter
- Duncan – Hold Chris Er Super Super Super Super Hot
- Courtney – Hold Amazon
- Harold – Hold Sejr
- Leshawna – Hold Sejr
- DJ – Hold Sejr
- Heather – Hold Amazon
- Gwen – Hold Amazon
- Owen – Hold Chris Er Super Super Super Super Hot
- Izzy – Hold Chris Er Super Super Super Super Hot
- Lindsay – Hold Sejr
- Bridgette – Hold Sejr
- Tyler – Hold Chris Er Super Super Super Super Hot
- Ezekiel – Hold Sejr
- Cody – Hold Amazon
- Noah – Hold Chris Er Super Super Super Super Hot
- Alejandro – Hold Chris Er Super Super Super Super Hot
- Sierra – Hold Amazon
- Blaineley – Intet Hold

## Medvirkende
- Chris Mcclean – Vært
- Chef – piloten på flyet

## Stemmer (originale)
- Christian Potenza lægger stemme til Chris
- Megan Fahlenbock lægger stemme til Gwen
- Marco Grazzini lægger stemme til Alejandro
- Annick Obonsawin lægger stemme til Sierra
- Stephanie Ann Mills lægger stemme til Lindsay/Katie
- Novie Edwards lægger stemme til Leshawna
- Scott McCord lægger stemme til Owen/Trent
- Clé Bennett lægger stemme til DJ/Chef
- Carter Hayden lægger stemme til Noah
- Peter Oldring lægger stemme til Cody/Tyler/Ezekiel
- Drew Nelson lægger stemme til Duncan
- Katie Crown lægger stemme til Izzy
- Emilie-Claire Barlow lægger stemme til Courtney
- Kristin Fairlie lægger stemme til Bridgette
- Brian Froud lægger stemme til Harold
- Rachel Wilson lægger stemme til Heather

## Sange
| #  | Sang                            | Hvem der synger den                                                         | Originale titel               |
| -- | ------------------------------- | --------------------------------------------------------------------------- | ----------------------------- |
| 1  | Kom flyv med os                 | Alle undtagen Owen                                                          | Come Fly With Us              |
| 2  | Parrings tid                    | Alle undtagen Ezekiel                                                       | Lovin' Time                   |
| 3  | Padle tid                       | Alle                                                                        | Rowin' Time                   |
| 4  | Før vi dør                      | Alle                                                                        | Before We Die                 |
| 5  | Tungen blir blå                 | Bridgette, Heather, Courtney, Gwen og Sierra                                | Stuck to a Pole               |
| 6  | Alle er vilde med New York City | Courtney, Gwen, Heather, Sierra, Lindsay, LeShawna, Owen og Noah            | What's Not To Love            |
| 7  | Baby                            | Harold, Justin, Trent                                                       | Baby                          |
| 8  | Jeg er ked af det               | Bridgette                                                                   | I'm Sorry                     |
| 9  | Eine Kleine                     | Alejandro, Courtney, Gwen, Heather, LeShawna, Lindsay, Noah, Owen, og Tyler | Eine Kleine                   |
| 10 | Gypsy Rap                       | Heather, Sierra, Cody og Gwen                                               | Gypsy Rap                     |
| 11 | Paris                           | Sierra, Owen og Noah                                                        | Paris                         |
| 12 | Lad båden gynge                 | Alle undtagen Noah                                                          | Sea Shanty Mix                |
| 13 | Åh Izzy Mix                     | Owen og Gwen                                                                | Oh Izzy Mix                   |
| 14 | Red dette show                  | Geoff og Bridgette                                                          | Save This Show                |
| 15 | Søster                          | Geoff og Bridgette                                                          | Sisters                       |
| 16 | Vi må bare tvinge én            | Owen, Noah, Heather, Gwen, Courtney og Sierra                               | Changing Guard Mix            |
| 17 | Grækenland Mix                  | Duncan og Gwen                                                              | Greek Mix                     |
| 18 | Kæreste nappern                 | Courtney og Heather                                                         | Boyfriend Kisser              |
| 19 | Vi klipper får                  | Heather, Courtney og Gwen                                                   | Shear the Sheep               |
| 20 | Vi byggede Gwen                 | Sierra, Courtney, Heather, Duncan, Alejandro og Owen                        | Gwen's Face                   |
| 21 | Hun hedder ikke blaineley       | Geoff                                                                       | Her Real Name Isn't Blaineley |
| 22 | Blainebaben                     | Blaineley, Owen, Heather, Courtney, Duncan og Chris                         | Blainerific                   |
| 23 | En Kinesisk Lektion             | Blainelly, Sierra, Alejandro, Heather, Duncan, Cody og Chris                | A Chinese Lesson              |
| 24 | Vågn op                         | Sierra, Alejandro, Heather og Duncan                                        | Wake Up                       |
| 25 | Konder                          | Sierra, Cody, Alejandro, og Heather                                         | Condor                        |
| 26 | Det er sådan det ender          | Alejandro og Heather                                                        | This Is How We Will End It    |
| 27 | Hvem vil du stemme på?          | Geoff Bridgette, Harold og Courtney                                         | Who You Gonna Root For?       |
| 28 | Nu fyr' vi den af!              | Owen, Courtney og Harold                                                    | I'm Winning This              |
| 29 | Sejren er min nu!               | Alejandro, Heather Cody og Sierra                                           | I'm Gonna Make It             |
| 30 | Versus                          | Alejandro, Heather, Harold og Courtney                                      | Versus                        |

'

## Censureret scener/replikker af cartoonnetwork
I broadway Baby episode 5 bestiger deltagerene frihedsgudinden og Chris råber til dem fra toppen og Alejandro når toppen hvor mens Tyler Noah og Cody er nået til frihedsgudindens bryster og Cody så læner sig frem mod dem og beundrer dem og falder ned i kavalergangen med hovedet først og sidder fast mens han synker dybere og dybere ned da Sierra trækker ham ud ved anklen med munden mens hun svinger sig i rebet hvorefter man ser et klip hvor Cody putter bandage om sit ben mens han taler til Chef i cockpitdet at han troede at han skulle dø og Chef siger det ville være en skøn måde at dø på mens Cody siger at han er enig.
- Ord der blev censureret væk er suck Shut up crap stupid freak freakin gitch.
- I afsnit 10 er nummeret det ringer til ændret fra 1-800-555-5555 til 1-800-555-0111
- I episode 13 i sangen er 2 linjer blevet ændret i den downloadede version
- I afsnit 13 når Heather bliver tortureret med en pixeleret mund er hendes blasfemiske ord erstattet af skrig.
- I episode 1 da Chef kalder Chris en idiot for at gøre sæsonen til en musical er scenen hvor Chris siger oh sh- blevet censureret væk.
- I episode 1 hvor man ser Alejandro bande har cartoonnetwork censureret det så det lyder som om han siger Que idiotas, incompetentes!

## Besøgte lande
– Egypten. Episode 1 og 2(Cairo Pyramidekomplekset med sfinksen ved Giza Nilen)
 – Japan. Episode 3 (Tokyo).
 – Canada. Episode 4, 23 og 25 (Yukon Newfoundland og Labrador Niagaravandfaldene Ontario Alberta)
 – USA. Episodes 5 (New York City, New York), 15 (Area 51 Nevada), 25 og 26 (Honolulu Hawaii).
 – Tyskland. Episode 7 (Nordlige kalkalper)
 – Peru. Episode 8 (Machu Picchu Regnskoven i Amazonas Amazonfloden)
 – Frankrig. Episode 9 (Paris).
 – Jamaica. Episode 11 (Montego Bay).
 – Irland. Episode 13 (London.
 – Grækenland. Episode 14 (Athen).
 – Australien. Episode 16 .
 – Sverige. Episode 17 (Göteborg)
 – Kina. Episode 20 (Beijing).
 – Tanzania. Episode 21 (Serengeti).
 – Chile. Episode 22 (Påskeøen)
 – Mexico. Episode 25 (Tijuana).

## Fejl
- I afsnit 17 i sangen Vi byggede gwen bærer Duncan spandex selvom han i TDA episode 17 sagde at han ikke bærer spandex
- Igen i samme sang så mangler Duncan,s næsering og Owens navle i nogle scener.
- I afsnit 26 i sangen har Alejandros håndukke en ørering når den er i nærheden af Heather men derefter forsvinder øreringen
- I samme afsnit så er Heather højere end alejandro når hun synger sin anden solo.
- I sangen i afsnit 4 så når Sierra krammer Cody forsvinder hendes lommer
- I samme sang så når deltagerne holder hinanden i hånden og falder ned så flyver Alejandros hår til siden.
- I samme sang så holder Alejandro oprindeligt Sierra og Bridgette i hænderne men senere holder han Izzys og Lindsays hænder mens de falder ned.

## Premieredatoer
| Land                  | Episoder | Præmiere dato     | slut dato         |
| --------------------- | -------- | ----------------- | ----------------- |
| Danmark Norge Sverige | 26       | 9. September 2010 | 17. marts 2011    |
| Australien            | 26       | 28. juli 2010     | 1. September 2010 |
| Canada                | 26       | 10. juni 2010     | 24. april 2011    |
| New Zealand           | 26       | 5. september 2010 | 27. Januar 2011   |
| USA                   | 26       | 21. juni 2010     | 15. november 2010 |
| Frankrig              | 26       | 9. september 2010 | 3. marts 2011     |
| Rumænien Polen Ungarn | 26       | 9. september 2010 | 3. marts 2011     |
| Latin America         | 26       | 6. februar 2011   | 30. juli 2011     |
| Italien               | 26       | 27. marts 2011    | 14. juni 2011     |

## Afsnit
| Original titel                           | Dansk titel                                   | Sendt i Danmark                 | Sendt i USA                                  | Sendt i Canada      | Sendt i Australien |
| ---------------------------------------- | --------------------------------------------- | ------------------------------- | -------------------------------------------- | ------------------- | ------------------ |
| Walk Like An Egyptian – Part 1           | Gå som en egypter - Del 1                     | 9. September, 2010              | 21. Juni 2010                                | 10. Juni, 2010      | 28. Juli, 2010     |
|                                          |                                               |                                 |                                              |                     |                    |
| Walk Like An Egyptian – Part 2           | Gå som en egypter - Del 2                     | 16. September, 2010             | 28. Juni, 2010                               | 9. September, 2010  | 29. Juli, 2010     |
|                                          |                                               |                                 |                                              |                     |                    |
| Super Crazy Happy Fun Time in Japan      | Super, skøre, sjove tider i Japan             | 23. September, 2010             | 5. Juli, 2010                                | 16. September, 2010 | 30. Juli, 2010     |
|                                          |                                               |                                 |                                              |                     |                    |
| Anything Yukon Do, I Can Do Better       | Hvis en fra Yukon kan, kan jeg gøre det bedre | 30. September, 2010             | 12. Juli, 2010                               | 23. September, 2010 | 2. August, 2010    |
|                                          |                                               |                                 |                                              |                     |                    |
| Broadway, Baby!                          | Broadway, Baby!                               | 7. Oktober, 2010                | 19. Juli, 2010                               | 30. September, 2010 | 3. August, 2010    |
|                                          |                                               |                                 |                                              |                     |                    |
| Aftermath: Bridgette Over Troubled Water | TDWT: Efterspil: Bridgette under dybt vand    | 14. Oktober, 2010               | 22. juli, 2010 (Online)                      | 7. Oktober, 2010    | 4. August, 2010    |
|                                          |                                               |                                 |                                              |                     |                    |
| Slap Slap Revolution                     | Tæske, Tæske Revolutionen                     | 21. Oktober, 2010               | 5. Juli, 2010                                | 14. Oktober, 2010   | 5. August, 2010    |
|                                          |                                               |                                 |                                              |                     |                    |
| The Am-AH-Zon Race                       | Amazonernes løb                               | 28. Oktober, 2010               | 2. August, 2010                              | 4. November         | 6. August, 2010    |
|                                          |                                               |                                 |                                              |                     |                    |
| Can't Help Falling in Louvre             | Man kan forhindre kærlighed i Paris?          | 4. November, 2010               | 9. August, 2010                              | 18. November, 2010  | 9. August, 2010    |
|                                          |                                               |                                 |                                              |                     |                    |
| Newf Kids on the Rock                    | Drengen i stenen?                             | 11. November, 2010              | 16. August, 2010                             | 25. November, 2010  | 10. August, 2010   |
|                                          |                                               |                                 |                                              |                     |                    |
| Jamaica Me Sweat                         | Jamaica min søde                              | 18. November, 2010              | 23. August, 2010                             | 2. December, 2010   | 11. August, 2010   |
|                                          |                                               |                                 |                                              |                     |                    |
| Aftermath: Revenge of the Telethon       | TDWT: Efterspil: Teletons hævn                | 25. November, 2010              | 26. august 2010(Online)                      | 9. December, 2010   | 12. August, 2010   |
|                                          |                                               |                                 |                                              |                     |                    |
| I See London...                          | Jeg ser London...                             | 2. December, 2010               | 30. August, 2010                             | 16. December, 2010  | 13. August, 2010   |
|                                          |                                               |                                 |                                              |                     |                    |
| Greece's Pieces                          | Grækkenlands piece                            | 9. December, 2010               | 6. September, 2010                           | 30. December, 2010  | 16. August, 2010   |
|                                          |                                               |                                 |                                              |                     |                    |
| The Ex-Files                             | Ex filerne                                    | 16. December, 2010              | 13. September, 2010                          | 6. Januar, 2011     | 17. August, 2010   |
|                                          |                                               |                                 |                                              |                     |                    |
| Picnic at Hanging Dork                   | Frokost til kanten                            | 6. Januar, 2011                 | 20. September, 2010                          | 13. Januar, 2011    | 18. August, 2010   |
|                                          |                                               |                                 |                                              |                     |                    |
| Sweden Sour                              | Sveriges Pæst                                 | 13. Januar, 2011                | 27. September, 2010                          | 20. Januar, 2011    | 19. August, 2010   |
|                                          |                                               |                                 |                                              |                     |                    |
| Aftermath Aftermayhem                    | TDWT: Efterspil                               | 20. Januar, 2011                | 27. September, 2010 (Online)                 | 27. Januar, 2011    | 20. August, 2010   |
|                                          |                                               |                                 |                                              |                     |                    |
| Niagara Brawls                           | Niagara bøvs                                  | 27. Januar, 2011                | 4. Oktober, 2010                             | 3. Februar, 2011    | 23. August, 2010   |
|                                          |                                               |                                 |                                              |                     |                    |
| Chinese Fake Out                         | Falske kina er ude                            | 3. Februar, 2011                | 11. Oktober, 2010                            | 10. Februar, 2011   | 24. August, 2010   |
|                                          |                                               |                                 |                                              |                     |                    |
| African Lying Safari                     | Næsten Afrikansk samfund                      | 10. Februar, 2011               | 18. Oktober, 2010                            | 24. Februar, 2011   | 25. August, 2010   |
|                                          |                                               |                                 |                                              |                     |                    |
| Rapa-Phooey!                             | Rapa-Phooey!                                  | 17. Februar, 2011               | 25. Oktober, 2010                            | 3. Marts, 2011      | 26. August, 2010   |
|                                          |                                               |                                 |                                              |                     |                    |
| Awwwwww, Drumheller                      | Awwwwww, Drumheller                           | 24. Februar, 2011               | 1. November, 2010                            | 10. Marts, 2011     | 27. August, 2010   |
|                                          |                                               |                                 |                                              |                     |                    |
| Hawaiian Style                           | TDWT: Efterspil: Hawaiansk stil               | 3. Marts, 2011                  | 4. November, 2010 (Online)                   | 20. Marts, 2011     | 30. August, 2010   |
|                                          |                                               |                                 |                                              |                     |                    |
| Planes, Trains and Hot Air Mobiles       | Fly, tog, og varmluft ballon                  | 10. Marts, 2011                 | 8. November, 2010                            | 27. Marts, 2011     | 31. August, 2010   |
|                                          |                                               |                                 |                                              |                     |                    |
| Hawaiian Punch                           | Aloha, Finale                                 | 17. Marts, 2011                 | 15. November, 2010                           | 24. April, 2011     | 1. September, 2010 |
|                                          |                                               |                                 |                                              |                     |                    |
|                                          |                                               |                                 |                                              |                     |                    |
| Hawaiian Punch (Alternate Ending)        | Aloha, Finale                                 | 19. Marts 2011 (Heather vinder) | 16. November, 2010 (Online,Alejandro vinder) | Ikke sendt          | Ikke sendt         |
|                                          |                                               |                                 |                                              |                     |                    |

## Status
| Plads | Deltager  | Hold        | Status I                 | Status II            | Hold Status |
| ----- | --------- | ----------- | ------------------------ | -------------------- | ----------- |
| N/A   | Duncan    | N/A         | Startede Afsnit 1        | Gik Afsnit 1         | Intet Hold  |
| 18    | Ezekiel   | Hold Sejr   | Startede Afsnit 1        | Elimineret Afsnit 2  | Hold        |
| 17    | Harold    | Hold Sejr   | Startede Afsnit 1        | Gik Afsnit 3         | Hold        |
| 16    | Bridgette | Hold Sejr   | Startede Afsnit 1        | Elimineret Afsnit 4  | Hold        |
| 15    | LeShawna  | Hold Sejr   | Startede Afsnit 1        | Elimineret Afsnit 7  | Hold        |
| 14    | Lindsay   | Hold Sejr   | Startede Afsnit 1        | Elimineret Afsnit 9  | Hold        |
| 13    | Izzy      | Hold Chris  | Startede Afsnit 1        | Elimineret Afsnit 11 | Hold        |
| 12    | DJ        | Hold Sejr   | Startede Afsnit 1        | Elimineret Afsnit 11 | Hold        |
| 11    | Noah      | Hold Chris  | Startede Afsnit 1        | Elimineret Afsnit 13 | Hold        |
| 10    | Tyler     | Hold Chris  | Startede Afsnit 1        | Elimineret Afsnit 15 | Hold        |
| 9     | Gwen      | Hold Amazon | Startede Afsnit 1        | Elimineret Afsnit 16 | Hold        |
| 8     | Owen      | Hold Chris  | Startede Afsnit 1        | Elimineret Afsnit 19 | Sammensat   |
| 7/6   | Blaineley | N/A         | Startede Afsnit 19       | Elimineret Afsnit 20 | Sammensat   |
| 7/6   | Courtney  | Hold Amazon | Startede Afsnit 1        | Elimineret Afsnit 20 | Sammensat   |
| 5     | Duncan    | Hold Chris  | Vender Tilbage Afsnit 13 | Elimineret Afsnit 21 | Sammensat   |
| 4     | Sierra    | Hold Amazon | Startede Afsnit 1        | Elimineret Afsnit 23 | Sammensat   |
| 3     | Cody      | Hold Amazon | Startede Afsnit 1        | Elimineret Afsnit 26 | Sammensat   |
| 2     | Alejandro | Hold Chris  | Startede Afsnit 1        | Anden Plads Afsnit26 | Sammensat   |
| 1     | Heather   | Hold Amazon | Startede Afsnit 1        | Vinder Afsnit 26     | Sammensat   |